# Prodontria lewisi
Prodontria lewisi är en skalbaggsart som beskrevs av Thomas Broun 1904. Prodontria lewisi ingår i släktet Prodontria och familjen Melolonthidae. IUCN kategoriserar arten globalt som akut hotad. Inga underarter finns listade i Catalogue of Life.